# Foka van Loon
Foka van Loon (pseudoniem van Aafje Cnossen-Nicolaï) (Weerwille, 20 februari 1901 - Hilversum, 9 november 1995) was een Nederlandse schrijfster van voornamelijk christelijke streekromans, meestal gesitueerd in Drenthe. Zij schreef in totaal zo'n 30 boeken.

## Leven en werk
Op zeer jonge leeftijd verhuisde Van Loon naar Zuidwolde, waar zij opgroeide, omdat haar vader daar in 1903 aangesteld werd als hoofdonderwijzer op de gereformeerde school. Van Loon kwam uit een gereformeerd milieu en was eveneens werkzaam in het onderwijs. Tijdens haar huwelijk begon zij een aantal korte verhalen te schrijven. Het eerste was getiteld: "De invasie van '64", wat zij opstuurde naar De Stuwdam en waar zij ƒ 12,50 mee verdiende.
In het begin schreef zij onder verschillende pseudoniemen, zoals Tine Nijdam. Onder deze naam publiceerde ze verhalen in het tijdschrift "De Stuwdam", later ook als Fanny van Loon in "De Standaard". Zij schreef ook feuilletons en verhalen voor de "Elisabethbode", "De Spiegel" en "Onze kinderen in gezin en school".

## Privé
Van Loon trouwde in 1930 met Sjirk Cnossen, een collega uit Stadskanaal, van wie zij in 1958 weduwe werd. Zij overleed op 94-jarige leeftijd en werd begraven op de Nieuwe Algemene Begraafplaats in Sint Maarten (Noord-Holland).